# Amegilla expleta
Amegilla expleta es una especie de abeja excavadora perteneciente al género Amegilla, categorizada en la tribu Anthophorini, de la subfamilia Apinae. Fue descrita por Joseph Vachal en 1910.
Este ejemplar es válido y aceptado y aparece registrado en una sección de la publicación Diagnoses D’Insectes Nouveaux recueillis dans le Congo belge par le Dr Sheffield-Neave (Musée du Congo belge, Tervueren): Hymenoptera: Apidae. Annales De La Société Entomologique De Belgizue, Vol. 54. de 1910 del autor Vachal, J.

## Distribución
La especie se distribuye por el continente africano.